# Ulica Ludwika Zamenhofa w Warszawie
Ulica Ludwika Zamenhofa – ulica na osiedlu Muranów w Warszawie biegnąca od ul. Nowolipki do skrzyżowania ulic Dubois i Miłej.
Na odcinku między ulicami Nowolipki i Mordechaja Anielewicza odbywa się ruch autobusów w jedną stronę, co jest związane z zakazem skrętu pojazdów jadących z południa z ul. Andersa bezpośrednio w Anielewicza. Wzdłuż fragmentu ulicy biegnie ścieżka rowerowa.

## Patron
Patronem ulicy jest Ludwik Zamenhof, polski lekarz żydowskiego pochodzenia, twórca międzynarodowego języka esperanto. Zamenhof podczas swojego pobytu w Warszawie mieszkał w jednym z domów przy tej ulicy.

## Opis
Nazwę ulicy nadano 27 listopada 1930, przemianowując południowy odcinek ulicy Dzikiej pomiędzy skrzyżowaniami z ulicami Nowolipki i Niską. Pozostały odcinek ulicy pomiędzy ulicami Niską i Powązkowską utrzymał dotychczasową nazwę.
W okresie okupacji niemieckiej ulicy nadano nowe nazwy: polską Dzika i niemiecką Wildstrasse. W listopadzie 1940 w całości znalazła się w granicach warszawskiego getta.
W dniach 6–11 września 1942, podczas wielkiej akcji deportacyjnej, pomiędzy ulicami: Smoczą, Gęsią, Zamenhofa, Szczęśliwą i placem Parysowskim zgromadzono ok. 100 tys. mieszkańców getta („kocioł na Miłej” lub „kocioł na Niskiej”). W wyniku selekcji 32 tys. osób otrzymało „numerki na życie” i mogło pozostać w getcie, 2,6 tys. zastrzelono, a ponad 54 tys. wywieziono do obozu zagłady w Treblince.
Po 1945 zmieniono bieg ulicy na północ od ulicy Pawiej, przesuwając ją w kierunku północno-wschodnim. Ulicy o zmienionym przebiegu, skróconej do skrzyżowania z ulicą Miłą, nadano nazwę ulica Ludwika Zamenhoffa uchwałą Rady Narodowej m.st. Warszawy z dnia 25 marca 1959.
W listopadzie 2012 Rada Warszawy skorygowała nazwę ulicy z Ludwika Zamenhoffa na Ludwika Zamenhofa.

## Ważniejsze obiekty
- Pomnik Bohaterów Getta
- Pomnik Żegoty
- Pomnik Szmula Zygielbojma
- Kopiec Anielewicza
- Muzeum Historii Żydów Polskich Polin
- Trakt Pamięci Męczeństwa i Walki Żydów

## Obiekty nieistniejące
- KL Warschau

## Galeria

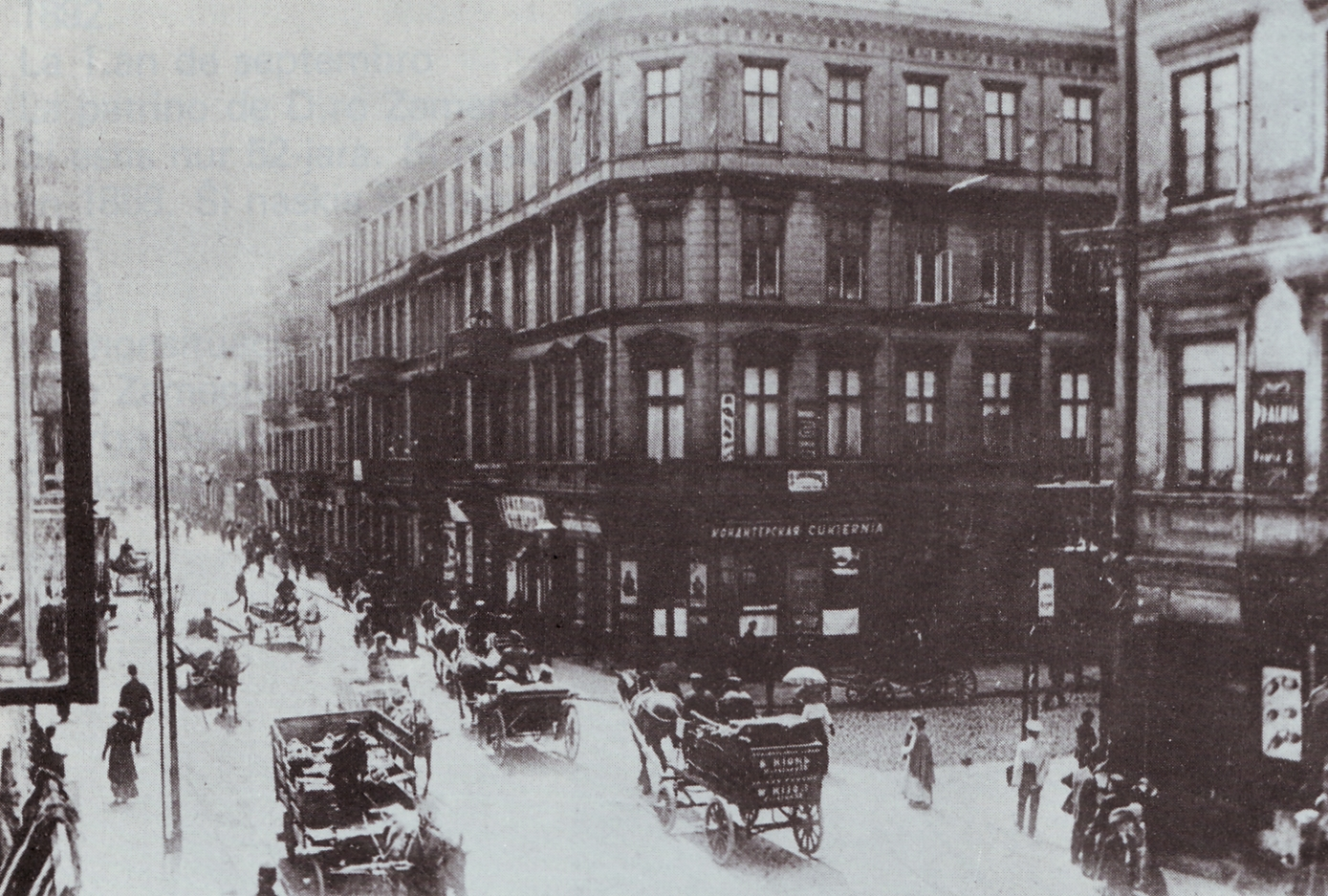
Ulica Dzika, późniejsza ul. Zamenhofa, ok. 1900
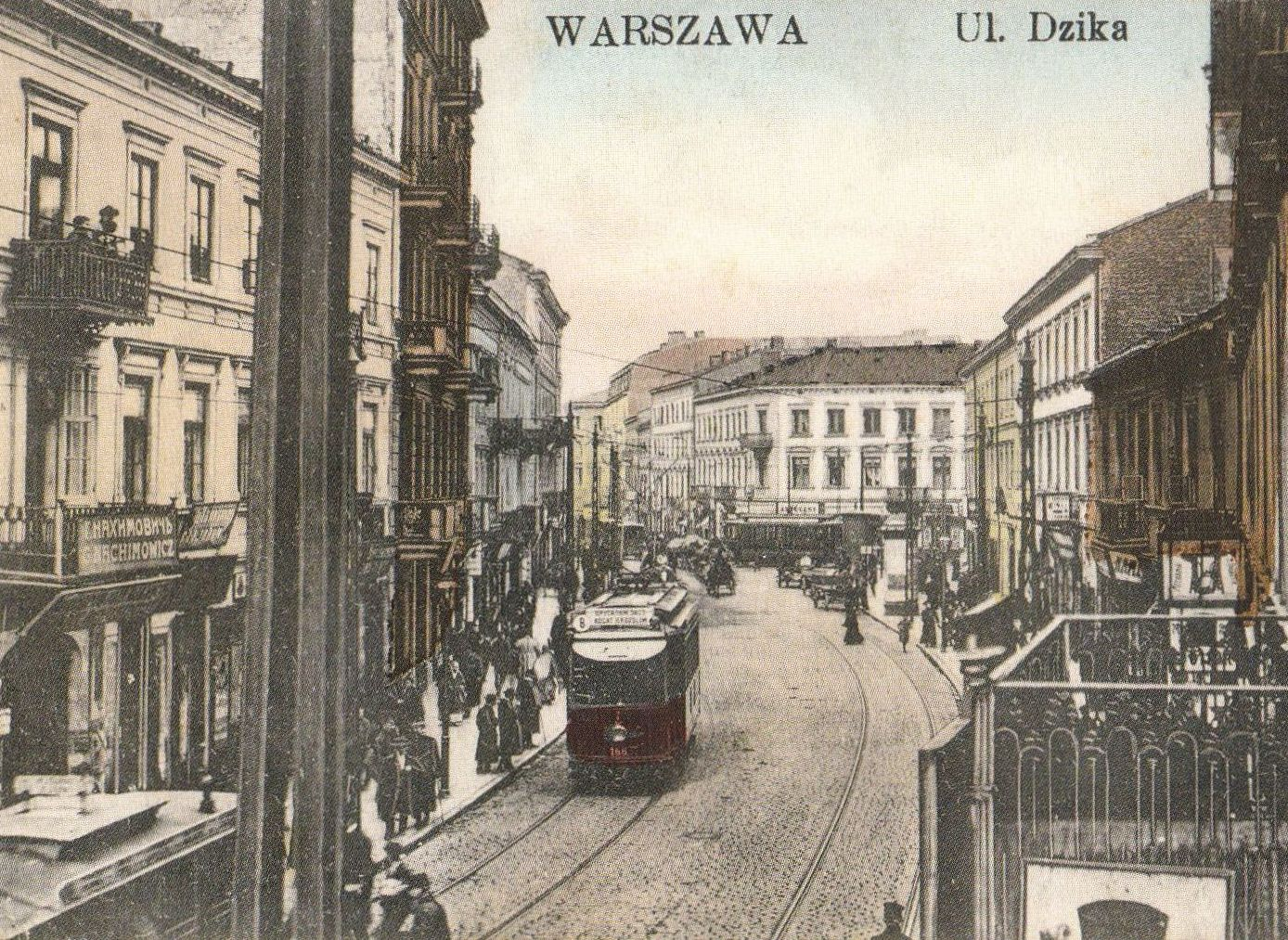
Ulica między ulicami Nowolipki i ul. Gęsią ok. 1910
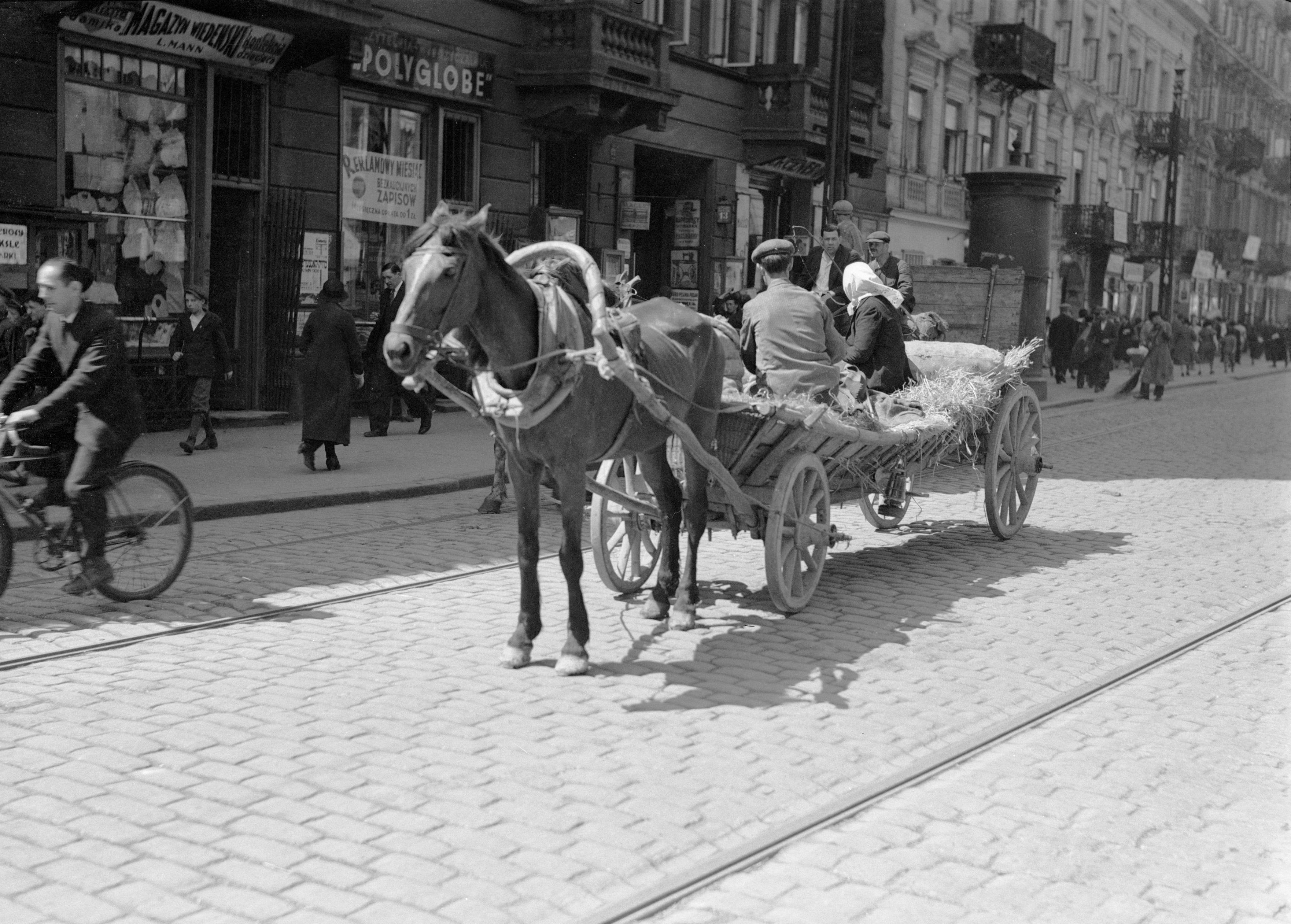
Ulica w 1934
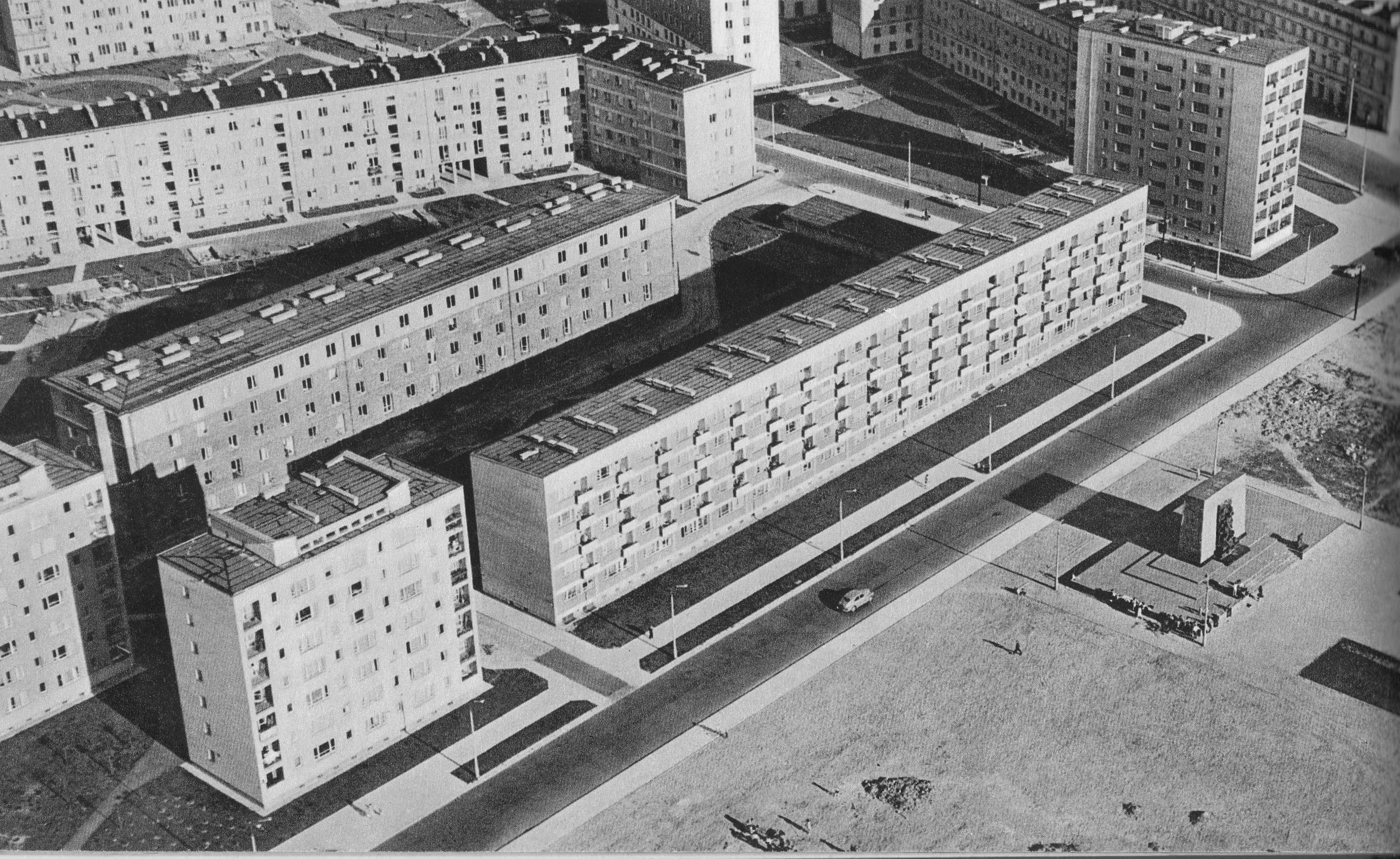
Północny odcinek ulicy w latach 60., po prawej widoczny pomnik Bohaterów Getta